# Copenaghen Open 2003 - Qualificazioni singolare
Le qualificazioni del singolare  del Copenaghen Open 2003 sono state un torneo di tennis preliminare per accedere alla fase finale della manifestazione. I vincitori dell'ultimo turno sono entrati di diritto nel tabellone principale. In caso di ritiro di uno o più giocatori aventi diritto a questi sono subentrati i lucky loser, ossia i giocatori che hanno perso nell'ultimo turno ma che avevano una classifica più alta rispetto agli altri partecipanti che avevano comunque perso nel turno finale.
Le qualificazioni del torneo Copenaghen Open 2003 prevedevano 32 partecipanti di cui 4 sono entrati nel tabellone principale.

## Teste di serie
1. Assente
2. Julian Knowle (primo turno)
3. Tomáš Zíb (primo turno)
4. Tomas Behrend (Qualificato)

1. Michael Kohlmann (ultimo turno)
2. George Bastl (ultimo turno)
3. Paul Goldstein (secondo turno)
4. Ota Fukárek (primo turno)

## Qualificati
1. Massimo Dell'Acqua
2. Gilles Müller

1. Magnus Larsson
2. Tomas Behrend

## Tabellone

### Legenda
| - Q = Qualificato - WC = Wild card - LL = Lucky loser | - ALT = Alternate - SE = Special Exempt - PR = Protected Ranking | - w/o = Walkover - r = Ritirato - d = Squalificato |

### Sezione 1
|  | Primo turno        | Primo turno        | Primo turno    | Primo turno | Primo turno |  |  | Secondo turno      | Secondo turno      | Secondo turno | Secondo turno | Secondo turno |    |    | Ultimo turno       | Ultimo turno       | Ultimo turno       | Ultimo turno | Ultimo turno |  |
|  |                    |                    |                |             |             |  |  |                    |                    |               |               |               |    |    |                    |                    |                    |              |              |  |
|  | Jonas Fröberg      | Jonas Fröberg      | Jonas Fröberg  | 6           | 6           |  |  |                    |                    |               |               |               |    |    |                    |                    |                    |              |              |  |
|  | Soren Spanner      | Soren Spanner      | Soren Spanner  | 3           | 3           |  |  | Jonas Fröberg      | Jonas Fröberg      | 5             | 6             | 65            |    |    |                    |                    |                    |              |              |  |
|  | Massimo Dell'Acqua | Massimo Dell'Acqua | 62             | 6           | 7           |  |  | Massimo Dell'Acqua | Massimo Dell'Acqua | 7             | 3             | 7             |    |    |                    |                    |                    |              |              |  |
|  | Rodolphe Cadart    | Rodolphe Cadart    | 7              | 3           | 63          |  |  |                    |                    |               |               |               |    |    | Massimo Dell'Acqua | Massimo Dell'Acqua | Massimo Dell'Acqua | 7            | 7            |  |
|  | Fred Hemmes        | Fred Hemmes        | Fred Hemmes    | 6           | 7           |  |  |                    |                    | Fred Hemmes   | Fred Hemmes   | Fred Hemmes   | 65 | 65 |                    |                    |                    |              |              |  |
|  | David Prinosil     | David Prinosil     | David Prinosil | 4           | 5           |  |  |                    | Fred Hemmes        | 6             | 3             | 6             |    |    |                    |                    |                    |              |              |  |
|  | 7                  | Paul Goldstein     | Paul Goldstein | 6           | 6           |  |  | 7                  | Paul Goldstein     | 2             | 6             | 3             |    |    |                    |                    |                    |              |              |  |
|  |                    | Noam Behr          | Noam Behr      | 1           | 4           |  |  |                    |                    |               |               |               |    |    |                    |                    |                    |              |              |  |

### Sezione 2
|  | Primo turno       | Primo turno       | Primo turno       | Primo turno | Primo turno |  |  | Secondo turno  | Secondo turno   | Secondo turno   | Secondo turno | Secondo turno |   |   | Ultimo turno | Ultimo turno  | Ultimo turno  | Ultimo turno | Ultimo turno |  |
|  |                   |                   |                   |             |             |  |  |                |                 |                 |               |               |   |   |              |               |               |              |              |  |
|  |                   | Gilles Müller     | 0                 | 6           | 6           |  |  |                |                 |                 |               |               |   |   |              |               |               |              |              |  |
|  | 2                 | Julian Knowle     | 6                 | 3           | 4           |  |  | Gilles Müller  | Gilles Müller   | Gilles Müller   | 6             | 7             |   |   |              |               |               |              |              |  |
|  | Neville Godwin    | Neville Godwin    | Neville Godwin    | 6           | 6           |  |  | Neville Godwin | Neville Godwin  | Neville Godwin  | 1             | 64            |   |   |              |               |               |              |              |  |
|  | Daniel Elsner     | Daniel Elsner     | Daniel Elsner     | 4           | 2           |  |  |                |                 |                 |               |               |   |   |              | Gilles Müller | Gilles Müller | 6            | 6            |  |
|  | Christian Vinck   | Christian Vinck   | Christian Vinck   | 6           | 6           |  |  |                |                 | 6               | George Bastl  | George Bastl  | 4 | 4 |              |               |               |              |              |  |
|  | Florian Jeschonek | Florian Jeschonek | Florian Jeschonek | 4           | 3           |  |  |                | Christian Vinck | Christian Vinck | 3             | 1             |   |   |              |               |               |              |              |  |
|  | 6                 | George Bastl      | George Bastl      | 6           | 6           |  |  | 6              | George Bastl    | George Bastl    | 6             | 6             |   |   |              |               |               |              |              |  |
|  |                   | Jacob Melskens    | Jacob Melskens    | 3           | 4           |  |  |                |                 |                 |               |               |   |   |              |               |               |              |              |  |

### Sezione 3
|  | Primo turno          | Primo turno          | Primo turno          | Primo turno | Primo turno |  |  | Secondo turno      | Secondo turno      | Secondo turno    | Secondo turno    | Secondo turno |   |   | Ultimo turno   | Ultimo turno   | Ultimo turno   | Ultimo turno | Ultimo turno |  |
|  |                      |                      |                      |             |             |  |  |                    |                    |                  |                  |               |   |   |                |                |                |              |              |  |
|  |                      | Magnus Larsson       | Magnus Larsson       | 7           | 6           |  |  |                    |                    |                  |                  |               |   |   |                |                |                |              |              |  |
|  | 3                    | Tomáš Zíb            | Tomáš Zíb            | 5           | 4           |  |  | Magnus Larsson     | Magnus Larsson     | 6                | 2                | 6             |   |   |                |                |                |              |              |  |
|  | Philipp Petzschner   | Philipp Petzschner   | Philipp Petzschner   | 7           | 6           |  |  | Philipp Petzschner | Philipp Petzschner | 1                | 6                | 4             |   |   |                |                |                |              |              |  |
|  | Fredrik Loven        | Fredrik Loven        | Fredrik Loven        | 64          | 3           |  |  |                    |                    |                  |                  |               |   |   | Magnus Larsson | Magnus Larsson | Magnus Larsson | 6            | 6            |  |
|  | Petr Luxa            | Petr Luxa            | Petr Luxa            | 6           | 6           |  |  |                    |                    | Petr Luxa        | Petr Luxa        | Petr Luxa     | 2 | 2 |                |                |                |              |              |  |
|  | Tore Deleuran-Skjold | Tore Deleuran-Skjold | Tore Deleuran-Skjold | 2           | 2           |  |  | Petr Luxa          | Petr Luxa          | Petr Luxa        | Petr Luxa        | 3             |   |   |                |                |                |              |              |  |
|  |                      | Johan Settergren     | 6                    | 4           | 6           |  |  | Johan Settergren   | Johan Settergren   | Johan Settergren | Johan Settergren | 2r            |   |   |                |                |                |              |              |  |
|  | 8                    | Ota Fukárek          | 2                    | 6           | 3           |  |  |                    |                    |                  |                  |               |   |   |                |                |                |              |              |  |

### Sezione 4
|  | Primo turno           | Primo turno           | Primo turno        | Primo turno | Primo turno |  |  | Secondo turno | Secondo turno         | Secondo turno | Secondo turno    | Secondo turno |   |   | Ultimo turno | Ultimo turno  | Ultimo turno | Ultimo turno | Ultimo turno |  |
|  |                       |                       |                    |             |             |  |  |               |                       |               |                  |               |   |   |              |               |              |              |              |  |
|  | 4                     | Tomas Behrend         | Tomas Behrend      | 7           | 6           |  |  |               |                       |               |                  |               |   |   |              |               |              |              |              |  |
|  |                       | Marcus Sarstrand      | Marcus Sarstrand   | 5           | 4           |  |  | 4             | Tomas Behrend         | 7             | 4                | 6             |   |   |              |               |              |              |              |  |
|  | Philipp Kohlschreiber | Philipp Kohlschreiber | 6                  | 0           | 6           |  |  |               | Philipp Kohlschreiber | 5             | 6                | 4             |   |   |              |               |              |              |              |  |
|  | Amir Hadad            | Amir Hadad            | 2                  | 6           | 1           |  |  |               |                       |               |                  |               |   |   | 4            | Tomas Behrend | 4            | 6            | 6            |  |
|  | Jonathan Printzlau    | Jonathan Printzlau    | Jonathan Printzlau | 7           | 7           |  |  |               |                       | 5             | Michael Kohlmann | 6             | 2 | 3 |              |               |              |              |              |  |
|  | Jean-Julien Rojer     | Jean-Julien Rojer     | Jean-Julien Rojer  | 6           | 5           |  |  |               | Jonathan Printzlau    | 6             | 3                | 3             |   |   |              |               |              |              |              |  |
|  | 5                     | Michael Kohlmann      | Michael Kohlmann   | 6           | 6           |  |  | 5             | Michael Kohlmann      | 4             | 6                | 6             |   |   |              |               |              |              |              |  |
|  |                       | Jan Weinzierl         | Jan Weinzierl      | 4           | 4           |  |  |               |                       |               |                  |               |   |   |              |               |              |              |              |  |